# TAM-Linhas-Aéreas-Flug 283
Am 9. Juli 1997 explodierte auf dem Inlandslinienflug TAM-Linhas-Aéreas-Flug 283 (Flugnummer IATA: JJ283, ICAO: TAM283, Funkrufzeichen: TAM 283) vom Flughafen Vitória zum Flughafen São Paulo-Congonhas mit einem planmäßigen Zwischenstopp auf dem Flughafen São José dos Campos eine Bombe an Bord einer Fokker 100. Bei dem Zwischenfall wurde ein Passagier getötet, die Maschine konnte sicher notgelandet werden.

## Maschine
Bei der betroffenen Maschine handelte es sich um eine vier Jahre und einen Monat alte Fokker 100 mit der Werknummer 11452, die im Werk von Fokker in Schiphol montiert worden war und ihren Erstflug am 3. Juni 1993 absolviert hatte. Die Maschine erhielt für den Testflug das niederländische Luftfahrzeugkennzeichen PH-EXU. Am 18. Mai 1994 wurde die Maschine an die brasilianische Fluggesellschaft TABA – Transportes Aéreos da Bacia Amazônica ausgeliefert, bei der sie mit dem Luftfahrzeugkennzeichen PT-MCN in Betrieb ging. Zum 22. Dezember 1995 kehrte die Maschine zu der niederländischen Flugzeugleasinggesellschaft Aircraft Finance and Trading zurück, bei der sie das Luftfahrzeugkennzeichen PH-RRN erhielt. Seit dem 20. Januar 1996 war sie an die TAM Linhas Aéreas verleast, bei der sie mit dem Kennzeichen PT-WHK betrieben wurde. Das zweistrahlige Mittelstrecken-Schmalrumpfflugzeug war mit zwei Turbojettriebwerken vom Typ Rolls-Royce Tay 650-15 ausgestattet.

## Passagiere und Besatzung
Den Flug auf dem betroffenen Flugabschnitt hatten 55 Passagiere angetreten. Es befand sich eine fünfköpfige Besatzung an Bord, bestehend aus dem Flugkapitän Humberto Ângelo Scarel, dem Ersten Offizier Ricardo Della Volpe und drei Flugbegleiterinnen.

## Unfallhergang
Der erste Flugabschnitt wurde ohne besondere Vorkommnisse geflogen. Nachdem in São José dos Campos 25 Passagiere zugestiegen waren, startete die Maschine um 8:30 Uhr zum Weiterflug nach São Paulo-Congonhas. Als die Maschine nach 10 Flugminuten Flugfläche 080 (ca. 2.400 Meter) erreicht hatte und sich mit einer Fluggeschwindigkeit von 463 km/h fortbewegte, kam es zu einer plötzlichen Explosion in Reihe 18 der Passagierkabine unter Sitz 18D. Durch die Explosion wurde zwischen den Sitzreihen 18 und 20 ein Loch mit einem Durchmesser von zwei mal zwei Metern gerissen. Teile der ausgerissenen Rumpfhülle mit den Kabinenfensterausschnitten wurden durch das dahinter liegende Triebwerk eingesogen und hingen noch nach der Landung an diesem fest.
Der 38-jährige Ingenieur Fernando Caldeira de Moura Campos, der direkt neben der Explosionsstelle im Sitz 18E saß, wurde augenblicklich in einer Höhe von 2.400 Metern aus der Maschine gesogen und fiel mit einer Geschwindigkeit von 160 Metern pro Sekunde zu Boden. Als sein Körper in der ländlichen Gegend bei Suzano auf dem Boden aufschlug, entstand durch die Aufprallkräfte ein Krater mit einem Durchmesser von einem Meter und 30 cm Tiefe. Nach Angaben der Luftfahrtabteilung der Militärpolizei von São Paulo breiteten sich die Trümmer des Flugzeugs über einen Radius von dreihundert Metern am Rande der Stadt aus, bei der Campos’ Leichnam gefunden wurde.
Trotz erheblicher Schäden am Rumpf der Maschine gelang es der Flugbesatzung, etwa 11 Minuten nach der Explosion eine Notlandung auf dem Zielflughafen São Paulo-Congonhas durchzuführen. Zum Zeitpunkt der Explosion stellten jedoch weder die Passagiere noch die Besatzung fest, dass der Passagier aus dem Flugzeug gesogen worden war, sie wurden erst etwa eine Stunde nach der Landung darauf aufmerksam.

## Ermittlungen
Der forensische Bericht der Rechtsmedizin ergab, dass es trotz der Explosion wahrscheinlich war, dass der Passagier während des Absturzes am Leben und bei Bewusstsein war und erst durch den Aufschlag auf den Boden gestorben war. Die im Bericht beschriebene Todesursache war ein traumatisch-hämorrhagischer Schock, der durch die Auswirkungen des Sturzes verursacht wurde.
Die Bundespolizei und die Generalstaatsanwaltschaft identifizierten nach Ermittlungen den 59-jährigen Mathematikprofessor Leonardo Teodoro de Castro als Verdächtigen. Es wurde vermutet, dass er den Sprengsatz konstruiert und die Explosion im Flugzeug als Passagier herbeigeführt hatte. Passagiere im Flugzeug sagten, dass Leonardo, der in der Nähe des von der Bombe geöffneten Lochs lag, teilweise bei Bewusstsein zu sein schien, aber er sagte der Polizei, dass er von der Explosion ohnmächtig geworden sei und sich an nichts erinnern könne. Kurz bevor er am Tag des Angriffs von der Polizei gehört wurde, wirkte er bei einem Interview mit Journalisten vollkommen klar. Auf der Polizeiwache schien er alles um sich herum nicht zu bemerken, als wäre er immer noch fassungslos von der Explosion. Die gleiche Verhaltensänderung war bereits von Bundespolizisten bemerkt worden, die ihn kurz nach dem Angriff in der Notaufnahme des Krankenhauses Jabaquara besuchten. Leonardo habe sich während der ärztlichen Visite völlig normal mit dem Chefarzt unterhalten, er habe aber ein apathisches Gesicht angenommen, als er die Anwesenheit der Polizei bemerkte und habe sich dann geweigert, einige Fragen zu beantworten.
De Castro war in der Vergangenheit wegen Exhibitionismus aufgefallen, nachdem er sich vor Kindern entblößt hatte. Er war vor dem Zwischenfall auf Flug 283 fast zwei Jahre lang arbeitslos gewesen, sei am Tag zuvor nach São José dos Campos gereist, um sich bei Embraer zu bewerben, habe aber den falschen Lebenslauf mitgenommen und sei deshalb in Eile mit dem Flugzeug nach São Paulo zurückgekehrt. Es gab jedoch keine Aufzeichnungen über seine Anwesenheit bei Embraer.
Außerdem hatte Leonardo in einem informellen Gespräch mit einem der Agenten zunächst gesagt, er habe São Paulo am Morgen des 9. Juli mit dem Bus nach São José dos Campos verlassen. Dann änderte er die Version und gab an, dass er am Tag zuvor gereist war.
Drei Tage nachdem de Castro die Explosion an Bord der Maschine überlebt hatte, wurde er jedoch in der Avenida Santo Amaro in der Südzone von São Paulo von einem Bus angefahren und dabei schwer verletzt. Er zog sich schwere Hirnschäden zu und verbrachte fast ein Jahr im Koma auf der Intensivstation eines Krankenhauses in São Paulo. Nach dem Verlassen der Intensivstation befand er sich in einem demenzartigen Zustand. Er wurde für nicht schuldfähig erklärt. Inzwischen lebt Professor Leonardo Teodoro de Castro mit einer Schwester in Divinópolis, Minas Gerais.

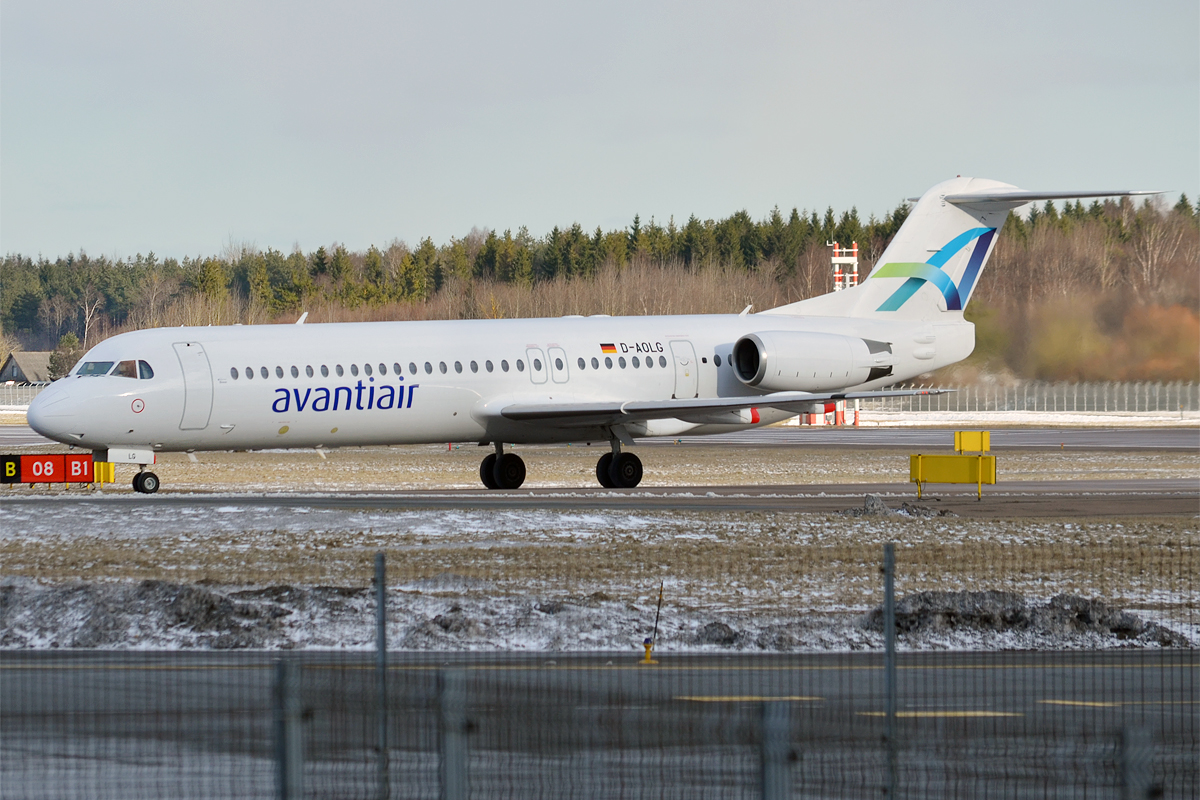
Die Maschine im März 2016

## Verbleib der Maschine
Trotz der sehr schweren Rumpfschäden wurde die Maschine nach dem Unfall für reparabel befunden und wieder instand gesetzt. Am 30. Dezember 2003 ging sie zurück an die Aircraft Finance & Trading, bei der sie ihr niederländisches Luftfahrzeugkennzeichen PH-RRN zurückerhielt. Ab dem 6. April 2004 war die Maschine für die spanische Girjet mit dem Kennzeichen EC-IVO in Betrieb. Zum 29. Juni 2008 ging die Maschine als Leasingrückläufer mit ihrem vormaligen niederländischen Kennzeichen an die Aircraft Finance & Trading zurück. Die Ostfriesische Lufttransport GmbH kaufte die Maschine und ließ sie zum 18. März 2008 mit dem Kennzeichen D-AOLG zu, welches die Fokker auch beibehielt, als sich der Betreibername zum 11. November 2011 in OLT Express Germany änderte. Mit der Insolvenz der Fluggesellschaft wurde die Maschine dann am 27. Januar 2013 außer Betrieb genommen und am 5. Februar 2013 auf dem Flughafen Saarbrücken eingelagert. Zum 9. Januar 2015 wurde sie durch die Avanti Air wieder in Betrieb genommen und erhielt im Mai 2018 einer Sonderbemalung Idealtours. Die Maschine blieb bis Januar 2021 in Betrieb. Derzeit (Stand 2021) ist das Abwracken der Maschine geplant, die Ersatzteile sollen an die australische Network Aviation geliefert werden.